# Caricea yakushimensis
Caricea yakushimensis är en tvåvingeart som beskrevs av Shinonaga 2003. Caricea yakushimensis ingår i släktet Caricea och familjen husflugor. Inga underarter finns listade i Catalogue of Life.